# Cookeville
Cookeville è una città degli Stati Uniti d'America, situata nello Stato del Tennessee, nella contea di Putnam, della quale è il capoluogo.
Nelle prime ore del mattino del 3 marzo 2020, un violento tornado classificato EF4 ha attraversato le zone residenziali della città e ha ucciso 19 persone.